# Cespitularia mollis
Cespitularia mollis is een zachte koraalsoort uit de familie Xeniidae. De koraalsoort komt uit het geslacht Cespitularia. Cespitularia mollis werd in 1896 voor het eerst wetenschappelijk beschreven door Brundin. 